# 橘美緒
橘美緒（1990年10月5日—），日本模特兒，福岡縣福岡市中央區出生。

## 個人資料
- 愛稱：みおたん
- 身高：164公分
- 腿長：78公分
- 腳尺寸：24公分
- 血型：B型
- 家族成員：父、母、大哥、二哥橘慶太、姊

## 事業
- 2006年4月12日，與猫 ひろし、虎南有香、上原奈美、淺田美穗共組『ソーランはっぴぃず』發行單曲正式出道，但已於2006年6月11日解散。二哥橘慶太為日本男子音樂組合w-inds.的主唱。
- 美緒已於2007年6月25日正式出道為藝人。
- 2007年9月、VISION FACTORY手機網站「VISION CAST」中，演出連續劇「Flowers～純潔のユリ～」。
- 2007年10月、首次擔任主持節目「Jump!Jump!Jump!」的工作，主要以介紹VISION FACTORY旗下歌手及藝人的最新情報為主的節目，11月份w-inds.擔任節目特別來賓，形成兄妹同台的有趣畫面，但公開場合上美緒對與二哥慶太的態度是相當低調的。
- 2009年9月官方網站名單除名，個人部落格關閉，但並未有正式的事務所解約發表，動向不明。
- 2010年7月4日在日本Ameba開設官方部落格，美緒在第一篇文章表示為此猶豫了一個月之久。

## 發行單曲
1. 踊れ!ソーランパラパラ （2006年4月12日、東芝EMI）

## 雑誌
1. ラブベリー2003年～2008年

## 電視
1. Jump! Jump! Jump(テレビ神奈川，千葉テレビ，テレビ埼玉) 2007年10月～2008年3月
2. ブカツの天使(広島テレビ,山口放送，四国放送，西日本放送，南海放送，高知放送) 2008年4月～
3. 「DAM★うたフルレコメンド」(TOKYO MX)2009年6月1日～

## 電影
1. 『BABY BABY BABY! -ベイビィ ベイビィ ベイビィ』(2009)

## 手機連續劇
1. FLOWERS 純潔のユリ
2. ラブレター大作戦
3. FLOWERS 恋の使者
4. FLOWERS 燃ゆるココロ

## PV演出
1. 上木彩矢 「君去りし誘惑」

## 部落格
Utility （页面存档备份，存于）

## 日本經紀公司
- VISION FACTORY （页面存档备份，存于）